# بلکفورد (پرت و کینروس)
بلکفورد (به انگلیسی: Blackford) یک شهرک در اسکاتلند است که در پرت و کینروس واقع شده‌است.